# Dolac (miasto Novi Pazar)
Dolac (cyr. Долац) – wieś w Serbii, w okręgu raskim, w mieście Novi Pazar. W 2011 roku liczyła 66 mieszkańców.